# Четыре великих книги эпохи Сун
«Четыре великих книги эпохи Сун» (кит. трад. 宋四大書, 宋朝四大書, пиньинь Songchao si da shu, палл. Сунчао сы да шу) — одни из наиболее важных энциклопедий в истории китайской литературы, полностью составленные и отредактированные в XI веке. Их составили под руководством императоров схоласты эпохи Сун, которые пытались обозреть знания своего времени. К ним относятся: антология «Вэньюань инхуа» (文苑英華), энциклопедии «Тай-пин гуан цзи» (太平廣記), «Тайпин юй-лань» (太平御覽) и «Цэ фу юань гуй» (冊府元龜).
«Тай-пин гуан цзи», 500  свитков («цзюань») и 10 цзюаней оглавления представляет собой род энциклопедии, в которую вошли жизнеописания мудрецов, знаменитых полководцев, музыкантов, отшельников, врачей, мотов, пьяниц, каллиграфов, тиранов, даосов, гениев, фей, магов, рассказы о драконах, лисах-демонах, привидениях и тому подобном, главным образом материал фантастического, необычайного характера. Для её составления была привлечена обширная литература (945 сочинений), значительная часть которых в настоящее время уже не существует. В составлении энциклопедии принимала участие комиссия из 12 человек во главе с Ли Фаном (李昉, 925—996), в составе Ху Мэна (扈蒙, 915—986), Сюй Суаня (徐铉, 916—991), У Шу (吳淑, 947—1002), Люй Вэнь-джуна (吕文仲), Ван Кэ-чжэна (王克貞) и других. Составление «Тай-пин гуан цзи» было окончено в 978 году, после чего в 981 году был издан указ о её напечатании.
По указу сунского императора Чжэнь-цзуна (997/998–1022) одна из крупнейших энциклопедий («лэй шу», 類書) «Цэ фу юань гуй» (1013), состоящая из более чем 9 млн. иероглифов, 1000 цзюаней и свыше 1100 рубрик, была создана в жанре «цэ фу», подразумевающем использование официальных (династийных) историй («чжэн ши», 正史) и ортодоксальных трактатов.